# 納粹德國禁菸運動

納粹德國的一張禁煙廣告「老煙槍」，上面寫道：「它（香煙）不會被你所吸，而將會反噬你。」

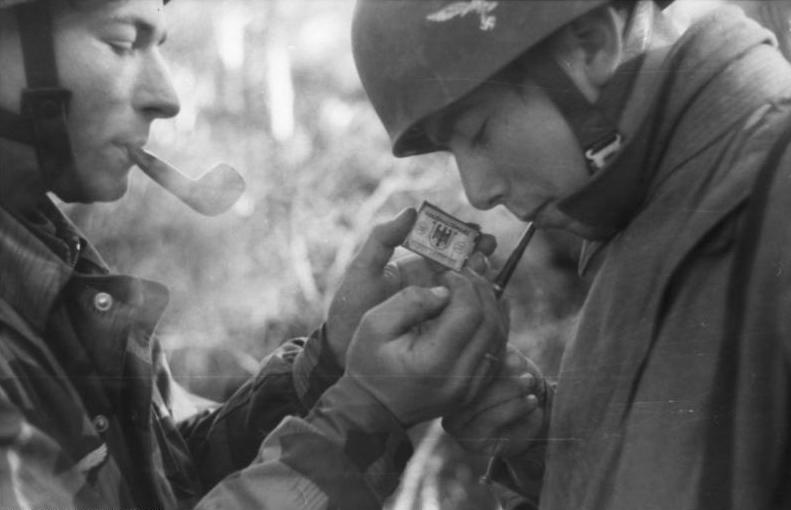
1943年，德軍前線的空降獵兵成員在吸煙。

納粹德國禁煙運動（德語：Maßnahmen gegen das Rauchen im NS-Staat）是指在1933年至1945年期間德國的禁煙運動。在德國醫師首次研究出吸煙與肺癌的關聯後，納粹德國便開始強烈提倡禁煙運動，而開創了近代史上第一次大眾禁煙運動。二十世紀初起，禁煙運動逐漸在各國生根，但除德國外成效明顯不彰。德國禁煙運動獲得權力漸長的納粹政府全力支持，成了1930年代至1940年代早期全世界影響力最甚的禁煙運動。德國國家社會主義者領袖譴責吸煙行為，有的更公然批判購買香煙。在納粹統治下，吸煙與其對健康的影響的相關研究蓬勃發展。希特勒本人厭惡香煙，而納粹的生育政策亦融入了禁煙運動因素。禁煙運動並結合了反猶太主義與種族主義。
納粹的禁煙運動包括於電車、公車與城市列車內實施禁煙，推動健康教育，在國防軍間限制香煙配給量，為士兵籌備醫學講座及提高煙稅等。德國國家社會主義者同時也對煙品廣告，及公共場所、限定餐館與咖啡館的吸煙，強力實施眾多限制。禁煙運動在納粹政權初期影響力不大，1933年至1939年間香煙的消費量亦有所成長，但軍職人員的吸煙量自1939年至1945年起逐年衰退。即使到了二十世紀末，戰後德國的禁煙運動仍無法達到納粹時期的績效。

## 起源
早在20世紀初期，德意志帝國國內就存在著排斥煙品的群眾，他們於1904年成立了德國國內第1個提倡禁煙的團體—德國禁煙非吸煙者保護協會（Deutscher Tabakgegnerverein zum Schutze der Nichtraucher），但該組織存在時間極短；而下一個類似的組織成立於1910年波希米亚的特魯特諾夫，名為德國禁煙者联盟（Bund Deutscher Tabakgegner），其他禁煙組織則在1912年分別成立於漢諾威和德累斯頓。1920年，德國禁煙者联盟於捷克斯洛伐克的布拉格成立，而捷克斯洛伐克最後因為一戰而從奧匈帝國分離；当年德意志奧地利共和國的德國禁煙者联盟也於格拉茨成立。
這些團體所出版的期刊主張禁煙，而其第一本德文期刊為《禁煙者》（Der Tabakgegner），由波希米亞禁煙組織在1912年到1932年期間出版，第二本期刊《德國禁煙者》（Deutscher Tabakgegner）則由德勒斯登禁煙組織於1919年至1935年期間出版。這些團體除了提倡戒煙外，也反對人們饮酒。

## 成因

### 希特勒對吸煙的看法

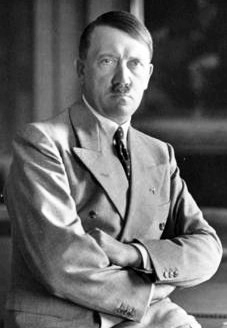
希特勒常勸周圍的友人戒煙。

阿道夫·希特勒早年是一位重煙癮者，一天要抽25到40根煙，但之後因為認為浪費錢而戒除了。隨後幾年，希特勒認為吸煙是一種「墮落的」行為、是「印地安人報復白人引進酒所帶來的禍害」（菸草最早起源於美洲大陸的印地安人），還感嘆地說：「這麼多優秀的人已經迷失於煙毒之中了……」。他對秘書马丁·鲍曼和情人爱娃·勃劳恩都是吸煙者感到不愉快，也曾為有人委託製作一個戈林抽雪茄的雕像這件事而發怒。希特勒常被認為是第一個提倡禁煙運動的國家領導人，但實際上早在300多年前的英國國王詹姆斯一世就曾主張禁煙。
希特勒也反對軍人的自由吸煙，第二次世界大戰的1942年3月2日時他說：「這是一個錯誤，要歸咎於戰爭開始時當時的軍隊領導人」，他還說：「說『士兵不能離煙而活』是不正確的」，他承諾將在戰爭結束後規定軍隊完全禁煙。然而，希特勒個人對菸草的厭惡也僅是後來德國境內禁煙運動幾項因素之一。

### 生育政策
納粹的生育政策是推動禁煙運動的重要因素。吸煙的女性除被認為會提早老化而喪失其身體的吸引力，也被認定不適合在德國家庭中擔任妻子與母親之職。種族政策局（Rassenpolitisches Amt）的沃爾納·胡提克（Werner Huttig）表示吸煙將會使女性的母乳中含有尼古丁，而現代研究已證實該观点的正確性。納粹德國的著名醫生馬丁·史德門勒（Martin Staemmler）則認為孕婦吸煙易造成死胎或流產，著名女性種族優生學者艾格尼絲·布盧姆（Agnes Bluhm）在她1936年出版的書中表達了相同看法。由於納粹希望德國婦女生育越多後代越好，因此他們對此事非常關注。1943年，一篇發表在德國婦產科期刊的文章表示，一天抽3根煙的女性比不吸煙女性的懷孕概率要低。

## 研究
納粹掌權時的德國對吸煙造成大眾健康影響的研究與調查比同時期其他國家先進，納粹德國也是首次證實了肺癌與吸煙之間的關聯性的國家；与此相比，英美兩國的科學家直到1950年代才發現此關聯。「二手煙」（Passivrauchen）一詞也是源於納粹德國。納粹所贊助的研究計畫揭示了吸煙會帶給健康有不少的害處，且流行病學中也發現了菸草所帶來的有害影響。希特勒還曾以個人的身份，提供經費給位於耶拿大学、由卡爾·阿斯特（Karl Astel）領導的煙害研究局（Wissenschaftliches Institut zur Erforschung der Tabakgefahren），該研究局成立於1941年，是納粹德國極為重要的研究所。1939年的法蘭茲·H·穆勒（Franz H. Müller）和1941年的夏尼爾（E. Schairer）首次使用病例對照研究流行病學，確認吸煙與肺癌之間的關係。1939年，穆勒在一份頗為有名的癌症期刊上發表「吸煙者的肺癌病患者比例相對於不吸煙者來得高」的研究結果，穆勒也被稱為「被人遺忘的病理學實驗之父」，他是國家社會主義摩托車軍團的成員，也是一名納粹黨黨員。穆勒於1939年的醫學報告是全球第一個掌握了肺癌與吸煙兩者關係的流行病學資料，內容還提及到除了吸煙外增加肺癌發生率的其他原因，包括肺結核、灰塵、汽車廢氣、X射線和工廠排放的污染物。穆勒的文件指出「吸煙的重要性越來越被人注意」。
第三帝國的醫師也察覺到吸煙是導致心臟病的原因之一，這也被認為是吸煙所導致最嚴重的後果。尼古丁在德國有時被認定為是有关心肌梗塞的報告增多的主因。第二次世界大戰後期，研究人員發現許多在東線作戰的士兵有冠狀動脈衰竭的問題，並認為是尼古丁所造成的。陸軍的一名病理學家調查了因為心肌梗塞而死亡的32位前線士兵后，於1944年提出報告，發現他們都是重度煙癮者，他也因此引用病理學家弗朗茲·布契那爾（Franz Buchner）的一句話：「香煙是冠狀動脈的最大毒害。」

## 措施
納粹利用公家機關來宣導一般大眾不吸煙，如著名的健康雜誌《健康人民》（Gesundes Volk）、《人民健康》（Volksgesundheit）和《健康生命》（Gesundes Leben）發表警告「吸煙對健康會造成什麼後果」的文章以及張貼菸草對健康造成傷害的海報。納粹還經常利用希特拉青年團與德國少女聯盟來將禁煙訊息發到國民的各個工作場所，還結合相關的健康教育，也於1939年6月成立了一個禁煙酒的事務局—毒品對策局（Reichsstelle für Rauschgiftbekämpfung），有益於國內的禁煙運動。其他還有在各期刊發表提倡禁煙運動的文章，如《刺激的毒害》（Die Genussgifte）、《堤防》（Auf der Wacht）和《清新空氣》（Reine Luft）等。這些雜誌中，《清新空氣》為主要的禁煙運動雜誌，在耶拿大学煙害研究所的卡爾·阿斯特洛購買了《清新空氣》雜誌，重印數百份再發佈於各處。
吸煙有害健康的研究结果被證實後，各個禁煙法例也相繼建立。1930年代後期，納粹已逐漸實施了各個禁煙政策。1938年，德國空軍和帝國郵政部已禁止吸煙。禁煙政策不但在衛生保健內實施，也在養老院與一些公家機關推行，限制助產士在值班時吸煙。1939年，納粹黨開始全面取締吸煙，包括所有公家辦公室，以及希姆萊領導的黨衛隊軍官和警察，限制值班人員吸煙，學校也全面禁煙。
1941年，德國境內六十座城市禁止在有軌電車中吸煙。防空洞內也不得吸煙（不過有些防空洞仍設有吸煙室）。同時，納粹也開始針對女性的禁煙政策，德國醫學聯會會長曾說過：「德國婦女是不吸煙的。」二次大戰時，只要是25歲以下、孕妇和55歲以上的婦女都不配發香煙配給券，並限制零售業販買煙品給女性。公共場所開始播映針對女性的反菸草電影。報紙開始刊載討論吸煙及其影響的社論。納粹嚴格執行這些措施，而國家社會主義工廠細胞組織（NSBO）某地方局宣佈它將會開除於公共場所吸煙的女性納粹黨員。1943年7月，納粹開始了下一階段的禁煙政策，任何18歲以下的人都被禁止在公共場所吸煙。隔年，希特勒為擔心女性成為二手煙的受害者，親自主導在巴士和市街電車吸煙為違法的政策。
納粹也限制了煙品的銷售廣告，1941年12月7日廣告協會會長海因裡希·漢克（Heinrich Hunke）也簽署了相關法例；凡是試圖描繪吸煙為無害或有男子氣概的廣告一律禁止，而嘲弄禁煙運動的活躍份子、在農村地區、體育場、賽道、沿著鐵路等地張貼反禁煙運動的廣告單，或使用揚聲器廣播和散佈郵件來反禁煙運動都會被取締。
國防軍中也限制香煙使用，香煙以配給方式供應，每人每天內僅能抽6根，若有剩餘的香煙往往會賣給士兵，特別是在戰事膠著的地區，不過還是有1個月只能抽50根的限制。第十二希特勒青年团装甲师的成員則是以糖果取代煙品。國防軍中的女性後勤人員則完全禁止吸煙，還有安排醫學人員勸導軍中人員戒煙。1941年11月3日還頒布了一道新命令，提高菸草稅約80-95％，這個稅率一直是德國最高，直到納粹政權瓦解後25年才被超越。

## 成效
早期禁煙運動被認為是失敗的，因為在1933年至1937年期間德國國內香煙消費量快速上升。吸煙率在全國增長速度甚至超過了鄰近的法國，而法國國內的禁煙運動規模非常小且影響力低。1932年至1939年，平均每人每年購買香煙的量由570根增加至900根，而法國則是570根至630根。香煙製造廠商在德國國內試著削弱禁煙運動，他們出版一些雜誌，試著描述禁煙運動為「盲信的」與「不科學的」，還發起反對政府防止婦女吸煙政策和廣告的運動。儘管政府有所規定，德國許多婦女仍經常吸煙，包括許多納粹高級官員的妻子，如宣傳部長約瑟夫·戈培爾之妻—瑪格達就吸煙，甚至當雜誌記者前來采访時也抽著煙。各個有名雜誌（如《一切的貝爾斯時裝》（Beyers Mode für Alle））中也有女性與煙相關的插圖。流行歌曲《莉莉瑪蓮》的封面就有流行歌手拉蕾·安德森手持香煙的圖片。
|      | 年份  |       |       |       |
| 1930 | 1935  | 1940  | 1944  |       |
| 德國 | 490   | 510   | 1,022 | 743   |
| 美國 | 1,485 | 1,564 | 1,976 | 3,039 |

納粹於1930年代末和二次大戰初實施了禁煙政策，吸煙者比率開始下降。由於禁煙政策的提倡，香煙在1939年至1945年於國防軍中的消費量逐漸減少。根據一項1944年的調查顯示，雖然國防軍吸煙總人數增加了，但每年每名軍事人員的吸煙量比二戰前下降了23.4％，每天吸煙超過30根的人比率更是從4.4％下降至0.3％。
然而，納粹禁煙政策並非全無矛盾，例如「人民衛生」（Volksgesundheit）和「健康義務」（Gesundheitspflicht）兩項政策實施時，會積極地分發香煙給納粹認為「有價值的」人群團體，如前線士兵、希特勒青年團的成員；相反地，如猶太人、納粹認定的「低等人種」（包括戰俘）則不配給香煙。
柏林戰役末期，希特勒於元首地堡自殺。根據他的女秘書戈爾達·克里斯坦（Gerda Christian）所言，防空地堡散發著一股空虛的氣氛，原本對希特勒有所迴避的人開始公開吸煙。

## 與反猶主義和種族主義的關聯
除了公共健康問題外，納粹也深受意識形態所影響，特別是受到「種族衛生」和「血統純正」的概念所影響。納粹領導者認為，吸煙對於「優秀民族」是「極不合適」的，吸煙相當於「人種的退化」，也認為香煙是一種「遺傳之毒」，人種改良主義者認為吸煙將會污染了「德意志人的原生質」。激進的納粹禁煙活動份子也經常描繪吸煙是墮落的非洲人惡習。
納粹還聲稱猶太人為引入了香煙，對其有害影響有著重大責任。德國的基督復臨安息日會還曾宣佈，吸煙是由猶太人傳播的一種惡習。《北歐世界》（Nordische Welt）刊物的編輯者，約翰·馮·萊爾斯（Johann von Leers）在1941年煙害研究局的開幕儀式上曾說道：「猶太資本主義打算將香煙的使用推廣，散佈到整個歐洲」，並說：「首批踏上德國領土的香煙就是由猶太人所引入，他們掌控了阿姆斯特丹的香煙製造廠，作為全歐洲香煙的輸入處。」

## 二次大戰後
自從納粹德國於二戰中瓦解後，美國香煙製造廠很快地流入了德國黑市。非法走私菸草開始盛行，許多納粹禁煙運動的領導人被處決。1949年，每個月大約有4億根美國製造的香煙非法流入了德國。1954年，近20億根瑞士香煙被走私至義大利與德國。作為馬歇爾計畫的一部分，美国開始大量發送免費的香煙，1948年時德國有24,000噸的香煙，1949年更高達了69,000噸。美国联邦政府花費了7000萬美金執行此計畫，而美國香煙製造廠之獲利最大。戰後德國每年平均每人香煙消費量由1950年的460根上升至1963年的1,523根。到了20世紀結束，德國國內禁煙運動仍無法超越1939至1941年間納粹時代的巔峰規模，而德國境內的菸草健康研究，被美國健康學家羅伯特·尼爾·波科特（Robert Neel Proctor）描述為「已無聲息了」（muted）。

### 引用
1. ↑   (PDF).   [2009-09-12]. （原始内容存档 (PDF)于2013-06-27）.
2. ↑  Franz H. Müller; Schairer & Schöniger
3. 1 2 3  Young 2005，第252頁
4. 1 2  Szollosi-Janze 2001，第15頁
5. 1 2  Richard Doll, , Statistical Methods in Medical Research, June 1998, 7 (2): 87–117  [2008-06-01], PMID 9654637, doi:10.1191/096228098668199908, （原始内容存档于2006-10-12）, Societies were formed to discourage smoking at the beginning of the century in several countries, but they had little success except in Germany where they were officially supported by the government after the Nazis seized power. Efforts outside of Germany were hampered by the backlash against NAZI Germany who's anti-Semitic ideology alienated other European countries as well as most of the rest of the world.
6. ↑  Borio, Gene, , Tobacco.org, 1993–2003  [2008-11-15], （原始内容存档于2008-10-17）
7. 1 2 3 4 5 6 7 8 9 10 11 12 13 14 15 16  Robert N. Proctor, Pennsylvania State University, , British Medical Journal, December 1996, 313 (7070): 1450–3  [2008-06-01], PMC 2352989 , PMID 8973234, （原始内容存档于2008-05-19）
8. ↑  Bynum et al. 2006，第375頁
9. 1 2  Proctor, Robert N., , Dimensions, Anti-Defamation League, 1996  [2008-06-01], （原始内容存档于2008-05-31）
10. ↑  Clark, Briggs & Cooke 2005，第1373–74頁
11. 1 2 3 4 5  Proctor 1999，第219頁
12. 1 2 3 4  George Davey Smith, , British Medical Journal, December 2004, 329 (7480): 1424–5  [2008-07-01], PMC 535959 , PMID 15604167, doi:10.1136/bmj.329.7480.1424, （原始内容存档于2008-07-24）
13. 1 2  Gilman & Zhou 2004，第328頁
14. 1 2 3 4 5  Proctor 1999，第228頁
15. 1 2 3 4 5  Clark, Briggs & Cooke 2005，第1374頁
16. ↑  Proctor, Robert,  (PDF), Bulletin of the History of Medicine, 1997, 71 (3): 435–88  [2008-07-22], PMID 9302840, doi:10.1353/bhm.1997.0139, （原始内容 (PDF)存档于2008-10-14）, The first German antitobacco organization was established in 1904 (the short-lived Deutscher Tabakgegnerverein zum Schutze für Nichtraucher); this was followed by a Bund Deutscher Tabakgegner based in the town of Trautenau, in Bohemia (1910), and similar associations in Hanover and Dresden (both founded in 1912). When Czechoslovakia was severed from Austria after the First World War, a Bund Deutscher Tabakgegner in der Tschechoslowakei was established in Prague (1920); that same year in Graz a Bund Deutscher Tabakgegner in Deutschösterreich was founded.
17. ↑  Proctor 1999，第178頁
18. 1 2 3  Proctor 1999，第173頁
19. ↑  Tillman 2004，第119頁
20. 1 2  Proctor 1999，第187頁
21. ↑  Anders Dahlström, Christina Ebersjö, Bo Lundell, , Acta Pædiatrica, August 2008, 97 (8): 1075–1079  [2008-11-15], PMID 18498428, doi:10.1111/j.1651-2227.2008.00785.x, （原始内容存档于2012-06-30）
22. ↑  M Pellegrini, E Marchei, S Rossi, F Vagnarelli, A Durgbanshi, O García-Algar, O Vall, S Pichini, , Rapid Communications in Mass Spectrometry, 2007, 21 (16): 2693–2703, PMID 17640086, doi:10.1002/rcm.3137
23. ↑  Julie A. Mennella, Lauren M. Yourshaw, and Lindsay K. Morgan, , Pediatrics, September 2007, 120 (3): 497–502  [2008-11-15], PMID 17766521, doi:10.1542/peds.2007-0488, （原始内容存档于2009-09-04）
24. ↑  Kenneth F. Ilett, Thomas W. Hale, Madhu Page-Sharp, Judith H. Kristensen, Rolland Kohan, L.Peter Hackett, , Clinical Pharmacology & Therapeutics, December 2003, 74 (6): 516–524  [2008-11-17], PMID 14663454, doi:10.1016/j.clpt.2003.08.003, （原始内容存档于2014-10-06）
25. ↑  Proctor 1999，第189頁
26. 1 2  Johan P. Mackenbach, , International Journal of Epidemiology, June 2005, 34 (3): 537–9  [2008-06-01], PMID 15746205, doi:10.1093/ije/dyi039, （原始内容存档于2008-07-09）
27. ↑  Schaler 2004，第155頁
28. 1 2 3 4 5 6 7  Coombs & Holladay 2006，第98頁
29. 1 2  Proctor 1999，第207頁
30. ↑  Proctor 1999，第191頁
31. ↑  Proctor 1999，第194頁
32. 1 2 3 4  George Davey Smith, Sabine A Strobele, Matthias Egger,  (PDF), Journal of Epidemiology and Community Health, June 1994, 48 (3): 220–3  [2008-07-21], PMID 8051518, doi:10.1136/jech.48.3.220, （原始内容存档 (PDF)于2020-07-16）
33. ↑  Berridge 2007，第13頁
34. ↑  Proctor 1999，第199頁
35. 1 2  Robert N. Proctor, , International Journal of Epidemiology, February 2001, 30: 31–34  [2008-08-24], doi:10.1093/ije/30.1.31, （原始内容存档于2010-06-12）
36. ↑  George Davey Smith, Sabine Strobele and Matthias Egger, , British Medical Journal, February 1995, 310 (6976): 396  [2008-06-01], PMID 7866221, （原始内容存档于2019-12-18）
37. 1 2 3  Proctor 1999，第203頁
38. 1 2  Daunton & Hilton 2001，第169頁
39. 1 2  Guenther 2004，第108頁
40. ↑  Proctor 1999，第204頁
41. ↑  Proctor 1999，第206頁
42. ↑  Meyer 2005，第13頁
43. ↑  Lee 1975
44. ↑  Bachinger E, McKee M, Gilmore A, , Public Health, May 2008, 122 (5): 497–505, PMID 18222506, doi:10.1016/j.puhe.2007.08.005
45. ↑  兒島襄.  第10巻. 文藝春秋. 1993年: 456項. ISBN 4-16-714145-0.
46. 1 2 3  Proctor 1999，第174頁
47. ↑  Proctor 1999，第220頁
48. 1 2  Proctor 1999，第179頁
49. ↑  Proctor 1999，第208頁
50. 1 2  Proctor 1999，第245頁

## 延伸閱讀
- Bachinger, E.; McKee, M. . The International Journal of Tuberculosis and Lung Disease: The Official Journal of the International Union Against Tuberculosis and Lung Disease. 2007-09, 11 (9)  [2009-09-12]. ISSN 1027-3719. PMID 17705984. （原始内容存档于2021-05-03）.
- Brooks, Alexander. . The Daily Californian. 19 January 1996.
- Doll, Sir Richard. . International Journal of Epidemiology. 2001-02, 30 (1)  [2022-10-05]. ISSN 1464-3685. doi:10.1093/ije/30.1.30. （原始内容存档于2017-03-07） （英语）.
- Haustein, Knut-Olaf.  (PDF). Suchtmedizin in Forschung und Praxis. 2004  [2009-09-12]. （原始内容存档于2014-11-05） （德语）.
- Proctor, Robert N. . Endeavour. 1999-01-01, 23 (2)  [2022-10-05]. ISSN 0160-9327. PMID 10451929. doi:10.1016/S0160-9327(99)01209-0. （原始内容存档于2017-01-16） （英语）.
- Proctor, Robert. . Harvard University Press. 1988. ISBN 0-674-74578-7.
- R. Nicosia, Francis; Huener, Jonathan. . Berghahn Books. 2002. ISBN 1-57181-386-1.